# Illadopsis
Illadopsis (Lijstertimalia's) is een geslacht van Afrikaanse zangvogels uit de familie Pellorneidae. De wetenschappelijke naam van het geslacht is in 1860 voor het eerst gepubliceerd door Heine.

## Soorten
De volgende soorten zijn bij het geslacht ingedeeld:
- Illadopsis albipectus  – Schubborstlijstertimalia
- Illadopsis cleaveri  – Zwartkaplijstertimalia
- Illadopsis distans  – Tanzanialijstertimalia
- Illadopsis fulvescens  – Bruine lijstertimalia
- Illadopsis puveli  – Puvels lijstertimalia
- Illadopsis pyrrhoptera  – Berglijstertimalia
- Illadopsis rufescens  – Roodvleugellijstertimalia
- Illadopsis rufipennis  – Grijswanglijstertimalia
- Illadopsis turdina  – Witbuiklijstertimalia